# Cannon Movie Tales
Cannon Movie Tales è una raccolta di film creati alla fine degli anni '80 dalla Cannon Films, prodotti da Menahem Golan e Yoram Globus, e basati sulle classiche fiabe dei Fratelli Grimm, Charles Perrault e Hans Christian Andersen.
Girati interamente negli studi Golan-Globus in Israele e, occasionalmente, in Repubblica Ceca o Germania, i film vantavano un grande cast, formato da attori americani o britannici in seguito molto noti e alle prime esperienze cinematografiche, come Christopher Walken, Helen Hunt, Amy Irving e David Warner. Il budget molto limitato, 50 milioni di dollari totali - circa 1,5 milioni a pellicola, spinse la produzione a girare i film due alla volta: questo causò problemi tra le diverse troupe per il materiale di scena, compresi costumi ed attrezzature, che spesso era utilizzato in più di una pellicole.
In origine era prevista la realizzazione di 16 film, tra cui anche Cenerentola, Raperonzolo, Ammazzasette, Jack e il fagiolo magico, Pollicino, I cigni selvatici e L'oca d'oro, ma solo 9 vennero completati. Infatti, dopo che il primo film della serie a debuttare negli Stati Uniti, Il potere magico, distribuito nelle sale americane nell'aprile 1987, fu pesantemente criticato ed ebbe di conseguenza poco successo, la società annullò la programmazione cinematografica e distribuì i film direttamente in videocassetta. Con il fallimento della Cannon Films nel 1990, la produzione si interruppe impedendo il completamento dei lungometraggi rimasti.
Nonostante l'insuccesso commerciale, la serie guadagnò negli anni una notevole popolarità, anche grazie ai vari passaggi televisivi su Disney Channel durante gli anni '90. In Italia, sette dei film furono proiettati fuori concorso al Giffoni Film Festival del 1987, i 9 film complessivi vennero successivamente trasmessi prima da Italia 7 nel 1992-1993 e poi sulle reti Mediaset a partire dall'estate del 1994. Nel febbraio dello stesso anno Warner Home Video, che deteneva al tempo i diritti del catalogo Cannon, pubblicò 6 dei 9 titoli in videocassetta all'interno della raccolta "Miniscudi".

## Elenco dei film
1. Il principe ranocchio (The Frog Prince), regia di Jackson Hunsicker con Aileen Quinn e Helen Hunt (1986)
2. Il potere magico (Rumpelstiltskin), regia di David Irving con Amy Irving e Billy Barty (1987)
3. La bella addormentata (Sleeping Beauty), regia di David Irving con Morgan Fairchild e Tahnee Welch (1987)
4. Hansel e Gretel (Hansel and Gretel), regia di Len Talan con David Warner e Cloris Leachman (1987)
5. Biancaneve (Snow White), regia di Michael Berz con Diana Rigg e Sarah Patterson (1987)
6. La bella e la bestia (Beauty and the Beast), regia di Eugene Marner con Rebecca De Mornay e John Savage (1987)
7. I vestiti nuovi dell'imperatore (The Emperor's New Clothes), regia di David Irving con Sid Caesar e Lysette Anthony (1987)
8. Cappuccetto Rosso (Red Riding Hood), regia di Adam Brooks con Isabella Rossellini e Craig T. Nelson (1987)
9. Il gatto con gli stivali (Puss in Boots), regia di Eugene Marner con Christopher Walken e Jason Connery (1988)